# Cerura argentina
Cerura argentina är en fjärilsart som beskrevs av Paul Dognin 1910. Cerura argentina ingår i släktet Cerura och familjen tandspinnare. Inga underarter finns listade i Catalogue of Life.